# Kwilu (rivier)

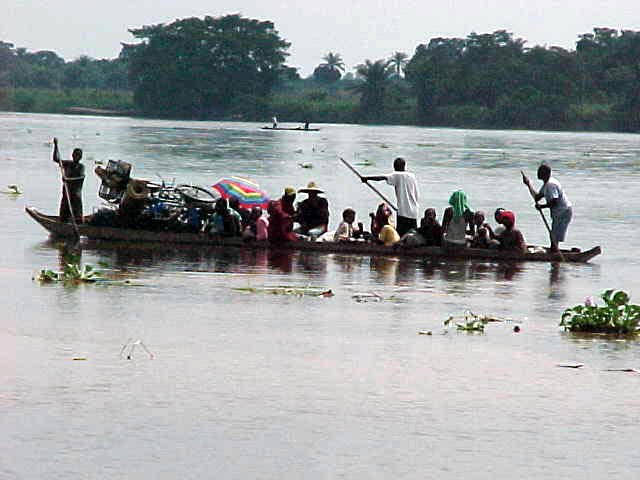
Mensen steken de Kwilu over, 2003

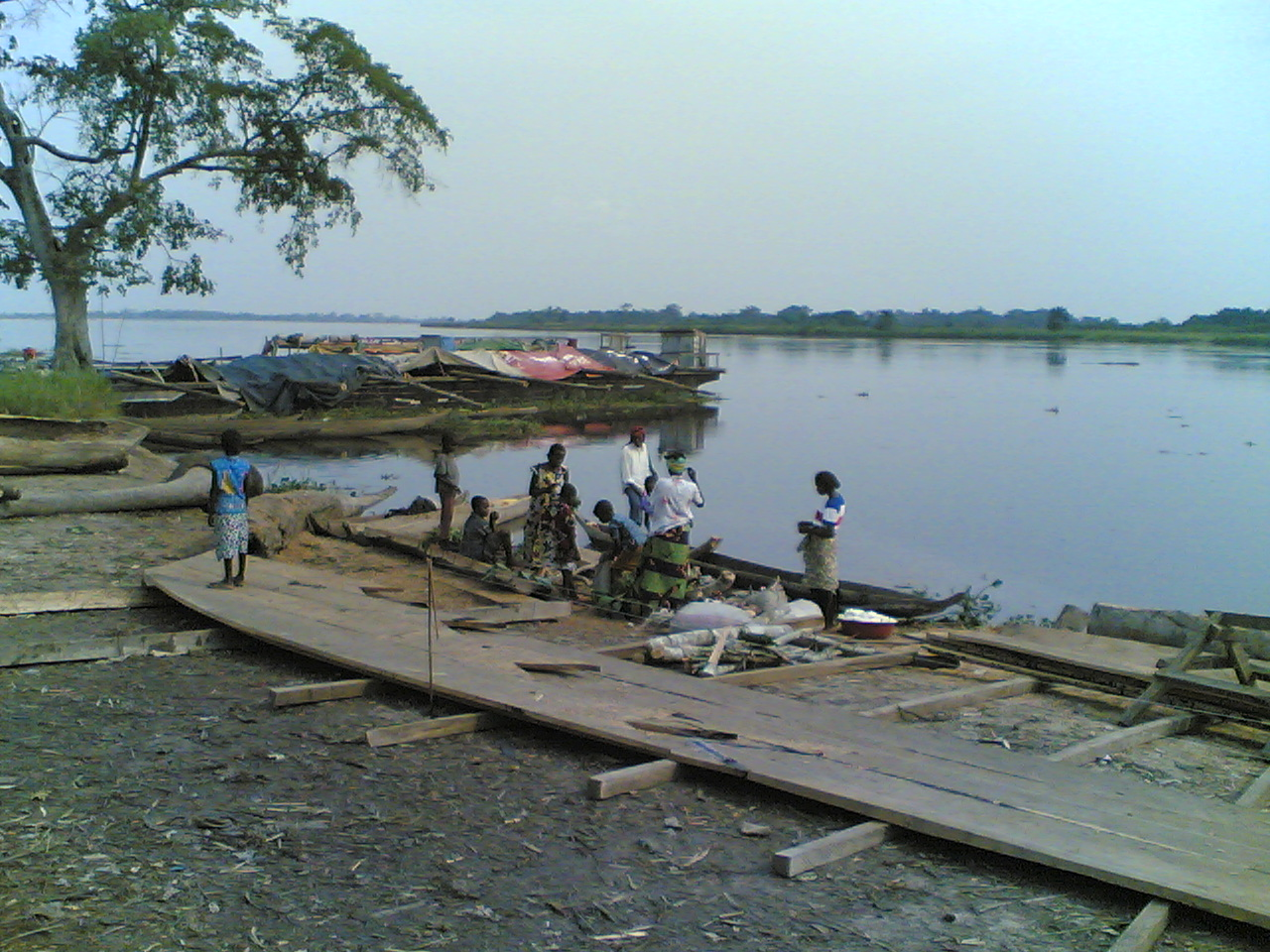
De rivierbank bij Bandundu, 2007

De Kwilu is een rivier in Afrika. Hij stroomt door Angola en Congo-Kinshasa. De Kwilu behoort tot het stroomgebied van de Kongo.

## Stroomrichting
De bron van de Kwilu bevindt zich op het plateau van Lunda in Angola. De rivier komt dus uit het zuiden en stroomt in de Kwango. De Kwango stroomt in de Kasaï die vanaf die samenvloeiing ook de Kwa wordt genoemd om dan in de Kongo uit te monden.

## Lengte
De Kwilu is naar schatting 1150 kilometer lang.

## Eigenschappen
Het is een meanderende rivier. Bij de monding is ze 950 meter breed. Het materiaal in de bedding is zand.

## Gelijknamige rivieren in het zuidwesten van de DRC en het noordwesten van Angola
Net ten zuiden van de stad Kwilu Ngongo komen twee andere rivieren, de naam Kwilu, samen bij coördinaat punt 5 ° 34'52 "S 14 ° 37'43" E
- Gemeinsame Normdatei: 7682177-8
- Virtual International Authority File: 235269132